# Прист (озеро)
Прист (англ. Priest Lake) — озеро на крайнем севере американского штата Айдахо, на территории округа Боннер. Высота над уровнем моря — 743 м.
Расположено в 80 милях к северу от города Спокан, штат Вашингтон; северная оконечность озера находится всего в 24 км от границы с Канадой. Озеро состоит из двух частей, крупнейшая из которых, Нижний Прист, достигает 31 км в длину. Меньший по размерам Верхний Прист соединён с Нижним протокой длиной 2,5 мили. Прист расположен в районе горного хребта Селкерк, который является частью крупного горного массива Колумбия. Площадь водного зеркала составляет 110 км²; на озере имеется 7 островов. Имеет ледниковое происхождение: образовалось около 10 000 лет назад, в конце последнего ледникового периода.
Из озера вытекает река Прист, которая впоследствии впадает в реку Панд-Орей. На берегах озера развит туризм.